# Sistema operativo desatendido
Un sistema operativo desatendido (S.O. no oficial-sistema de instalación no asistida) es una versión no oficial hackeada de un S.O. original creada por programadores independientes o aficionados; en la que se les modifica el código fuente creando así un sistema basado en otro. Estas modificaciones que se le hacen al sistema original, suelen integrar aplicaciones y software de controladores (drivers) adicionales, alguno de los cuales se instalan automáticamente y otros puede añadirlos el usuario al completar el proceso de instalación.
Muchos de estos sistemas desatendidos pueden presentar fallas al alterarse su programación original. Sin embargo, algunos de ellos mejoran problemas que tenía la versión oficial, así como también puede que sean optimizados para obtener mayor rendimiento y estabilidad.

## Sistemas utilizados
Para la modificación se utilizan tanto software libre como software propietario. Uno de los sistemas que más se ha usado para esto es el Windows 10, del cual  han surgido varias versiones no oficiales del software. Cabe destacar que la mayoría de estos software desatendidos son considerados piratería debido a la insersión de aplicaciones y uso de software propietario sin permiso.